# ズームイン!!朝! 鉄道唱歌の旅
- ズームイン!!朝! > ズームイン!!朝! 鉄道唱歌の旅
- 鉄道唱歌 > ズームイン!!朝! 鉄道唱歌の旅

「ズームイン!!朝! 鉄道唱歌の旅」（ズームイン!!あさ! てつどうしょうかのたび）は、バップから発売されている、ボニージャックスのコンピレーション・アルバムのシリーズ。2000年3月15日に発売された。

## 概要
- 日本テレビ系列の平日の朝の情報番組『ズームイン!!朝!』で放送された人気コーナー「路線別・鉄道唱歌の旅」のCD。
- ボニージャックスの4人（西脇久夫、大町正人、鹿島武臣、玉田元康）が歌唱を担当し、メンバーのソロパートも割り振られている。
- 編曲は宮川泰が担当した。
- CDは2枚同時発売で、全曲カラオケ付き。

## 作品
- 作詞：大和田建樹、作曲：多梅稚、編曲：宮川泰

### ズームイン!!朝! 鉄道唱歌の旅 その一 東海道線・山陽線・九州・常磐線
- ジャケット写真の背景の色は、緑。
- ジャケット写真の列車は、113系近郊形。
- 規格商品番号は、VPCD-81326。
- 1.鉄道唱歌 東海道線
  - 新橋駅→横浜駅→小田原駅→静岡駅→名古屋駅→岐阜駅→米原駅→京都駅→大阪駅→神戸駅
- 2.鉄道唱歌 山陽線
  - 神戸駅→明石駅→加古川駅→姫路駅→岡山駅→福山駅→尾道駅→広島駅→岩国駅→下関駅
- 3.鉄道唱歌 九州
  - 門司港駅→小倉駅→宇佐駅→博多駅→鳥栖駅→熊本駅→八代駅→佐賀駅→諫早駅→長崎駅
- 4.鉄道唱歌 常磐線
  - 仙台駅→岩沼駅→原ノ町駅→湯本駅→高萩駅→水戸駅→石岡駅→土浦駅→松戸駅→上野駅
- 5.鉄道唱歌 東海道線（カラオケ）
- 6.鉄道唱歌 山陽線（カラオケ）
- 7.鉄道唱歌 九州（カラオケ）
- 8.鉄道唱歌 常磐線（カラオケ）

### ズームイン!!朝! 鉄道唱歌の旅 その二 東北線・北海道・信越線・北陸線
- ジャケット写真の背景の色は、オレンジ。
- ジャケット写真の列車は、711系近郊形。
- 規格商品番号は、VPCD-81327。
- 1.鉄道唱歌 東北線
  - 上野駅→宇都宮駅→郡山駅→福島駅→白石駅→仙台駅→一ノ関駅→盛岡駅→青森駅→弘前駅
- 2.鉄道唱歌 北海道
  - 函館駅→長万部駅→倶知安駅→小樽駅→札幌駅→江別駅→岩見沢駅→旭川駅→夕張駅→室蘭駅
- 3.鉄道唱歌 信越線
  - 上野駅→大宮駅→高崎駅→横川駅→軽井沢駅→上田駅→篠ノ井駅→長野駅→直江津駅→新潟駅
- 4.鉄道唱歌 北陸線
  - 富山駅→高岡駅→津幡駅→金沢駅→小松駅→福井駅→武生駅→敦賀駅→長浜駅→米原駅
- 5.鉄道唱歌 東北線（カラオケ）
- 6.鉄道唱歌 北海道（カラオケ）
- 7.鉄道唱歌 信越線（カラオケ）
- 8.鉄道唱歌 北陸線（カラオケ）